# Schmidberg (Haibach)
Schmidberg ist eine Einöde und ein Ortsteil der Gemeinde Haibach im niederbayerischen Landkreis Straubing-Bogen. Schmidberg liegt in drei Kilometer Entfernung südöstlich des Ortskerns von Haibach an der Gemeindegrenze zu Neukirchen.

## Einwohnerentwicklung
- 1871: 005 Einwohner[2]
- 1987: 000 Einwohner[1]

## Geschichte
Schmidberg war bis 31. Dezember 1970 ein Ortsteil der aufgelösten Gemeinde Landasberg. Zum Zeitpunkt der Volkszählung von 1987 gab es ein unbewohntes Wohngebäude in Schmidberg.